# Smrček (Býšovec)
Smrček (německy Smirtschek) je malá vesnice, část obce Býšovec v okrese Žďár nad Sázavou. Nachází se asi 2 km na jihovýchod od Býšovce. V roce 2009 zde bylo evidováno 42 adres. V roce 2001 zde trvale žilo 51 obyvatel.
Smrček je také název katastrálního území o rozloze 2,68 km2.

## Historie
První písemná zmínka o obci pochází z roku 1406.

## Fotogalerie

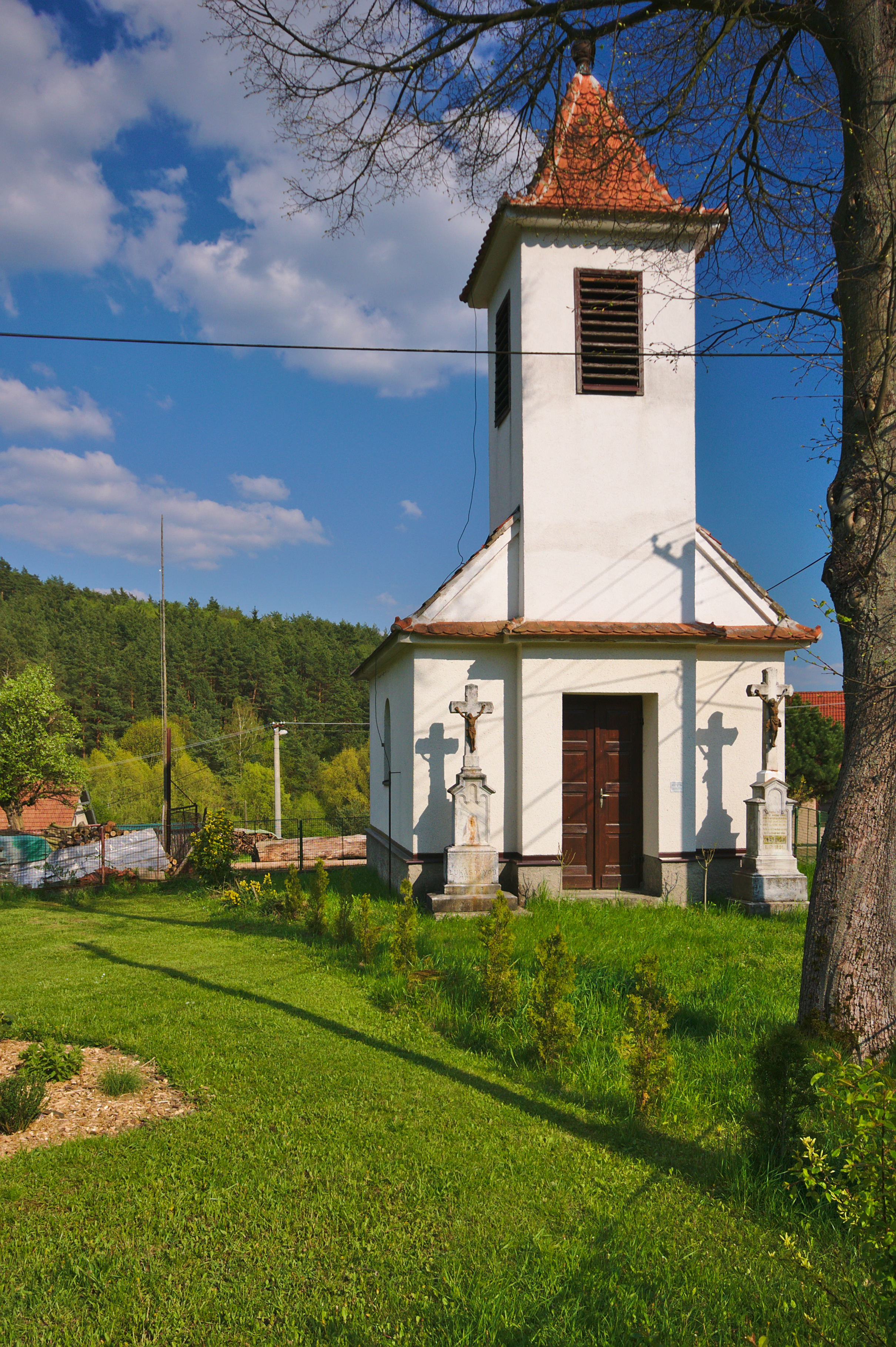
Kaple svatého Antonína Paduánského
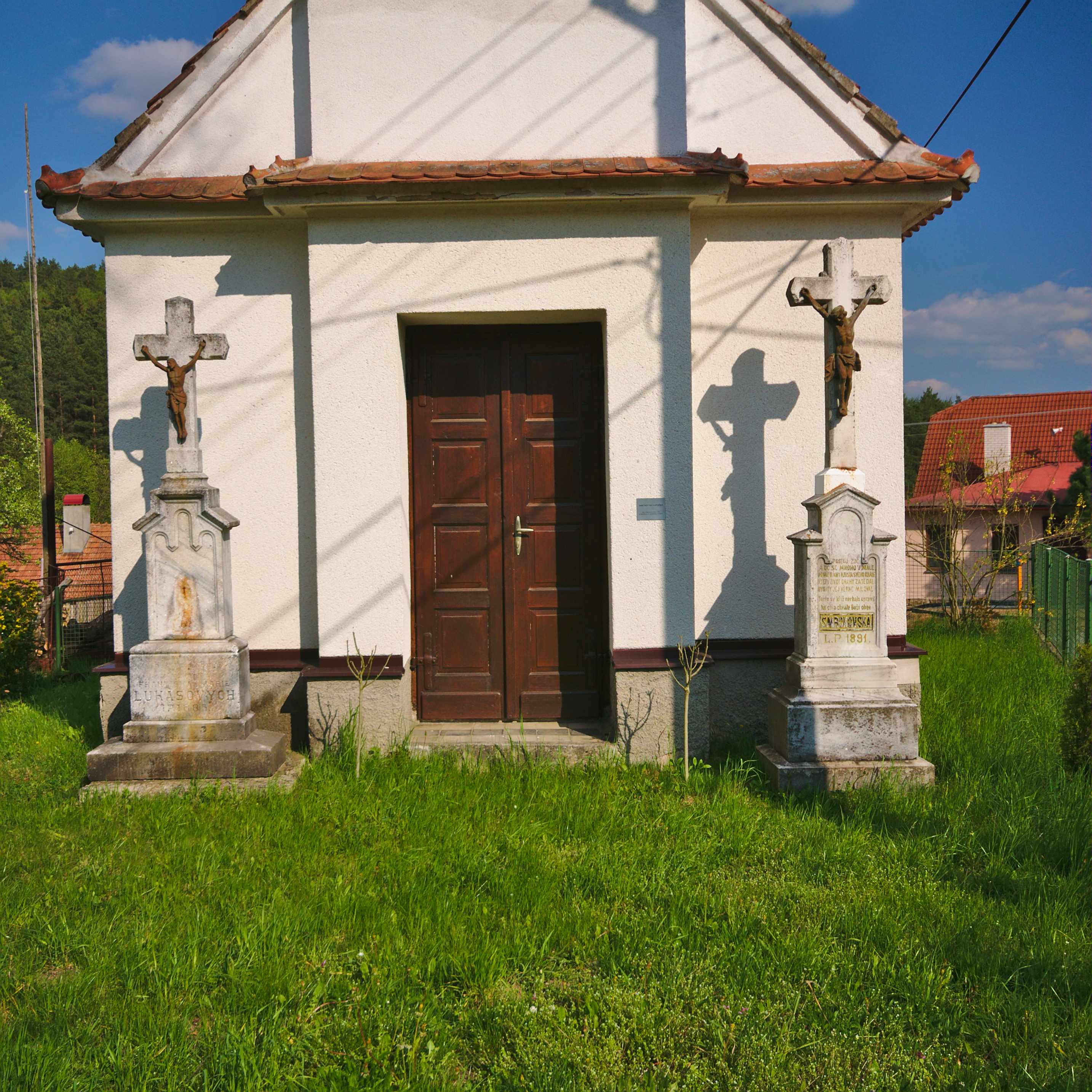
Kříže před kaplí
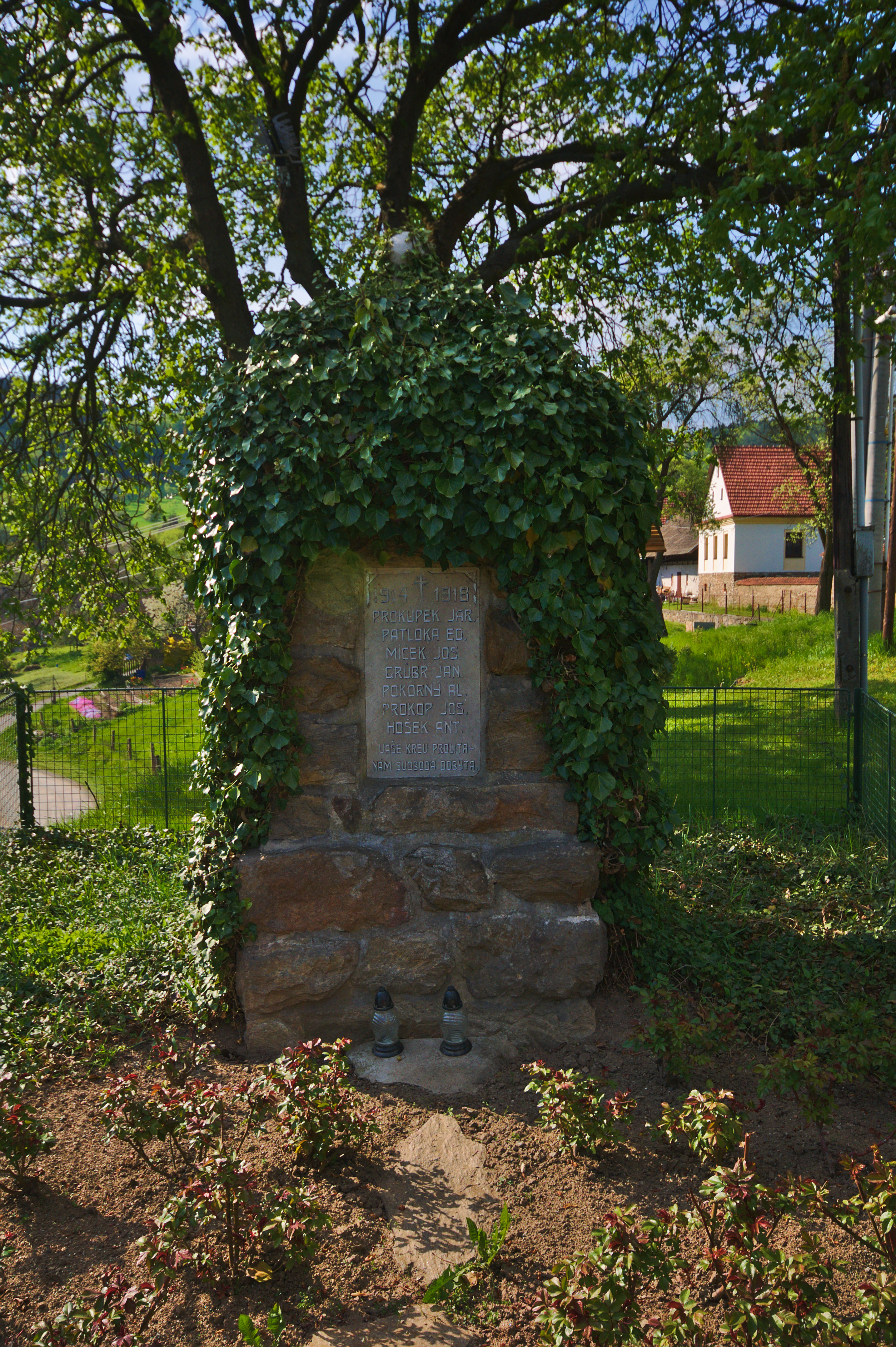
Památník obětem první světové války
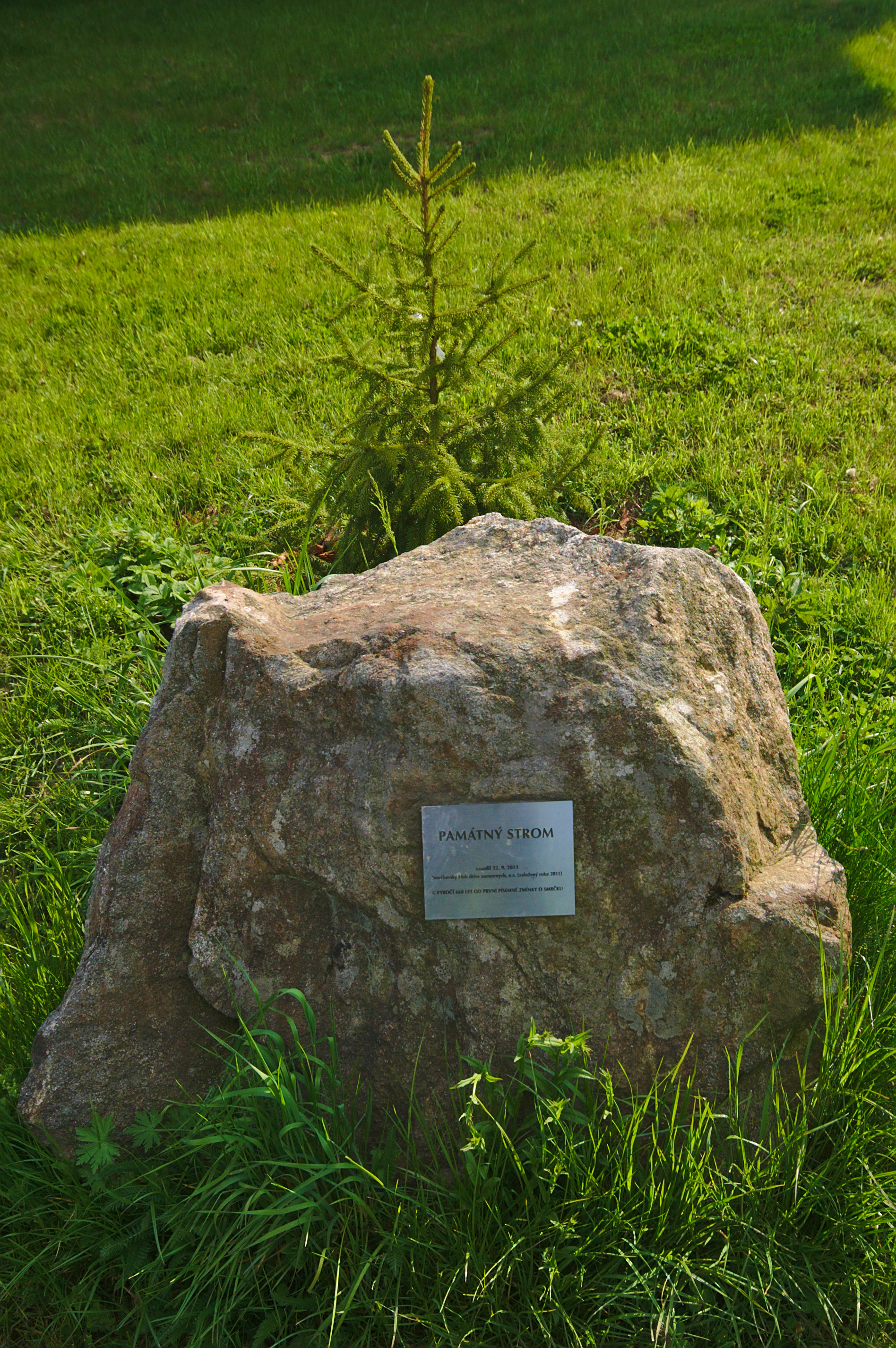
Památný smrk vysazený k výročí 660 let od první zmínky o obci
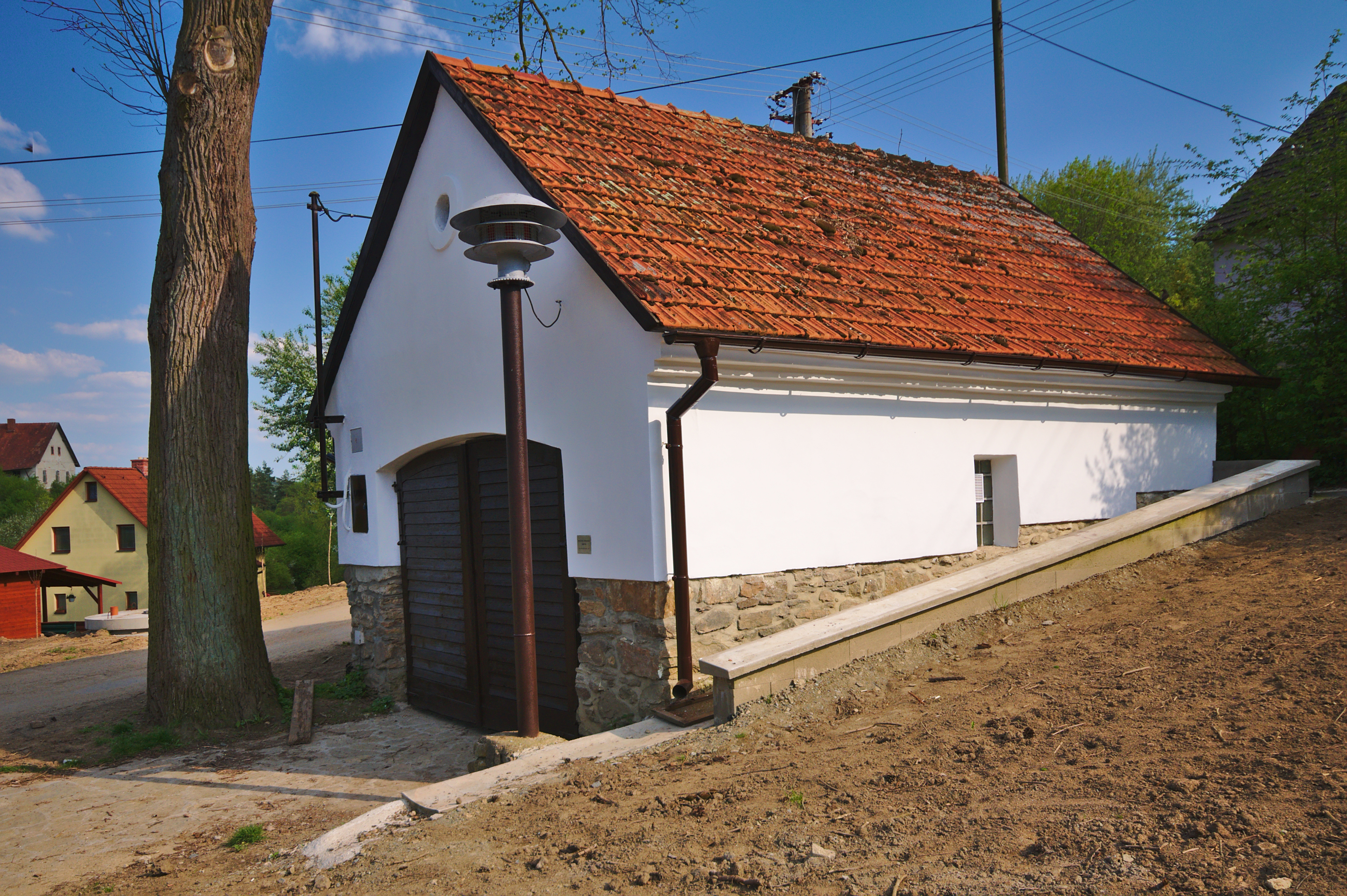
Hasičská zbrojnice
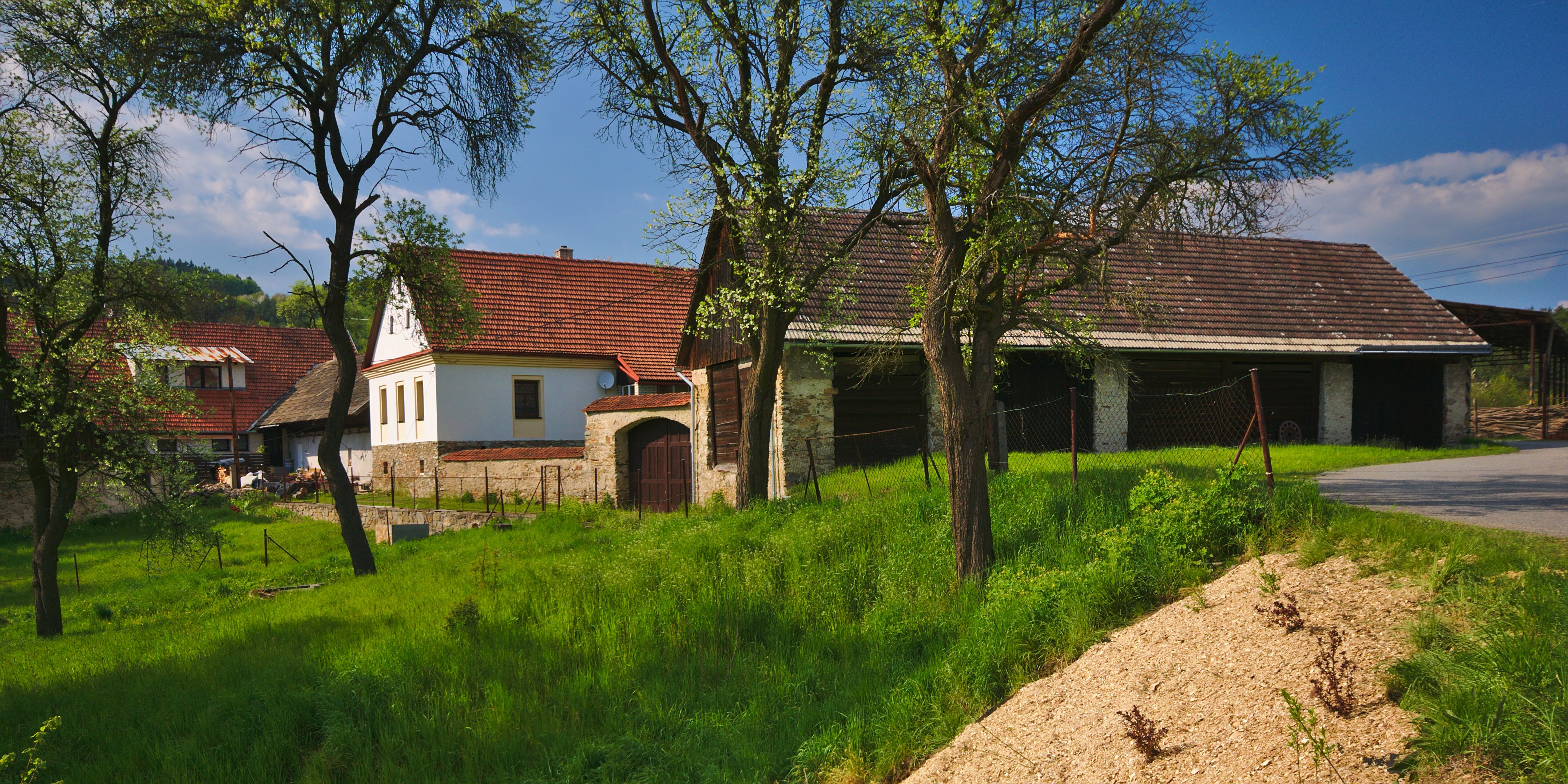
Hospodářské stavení
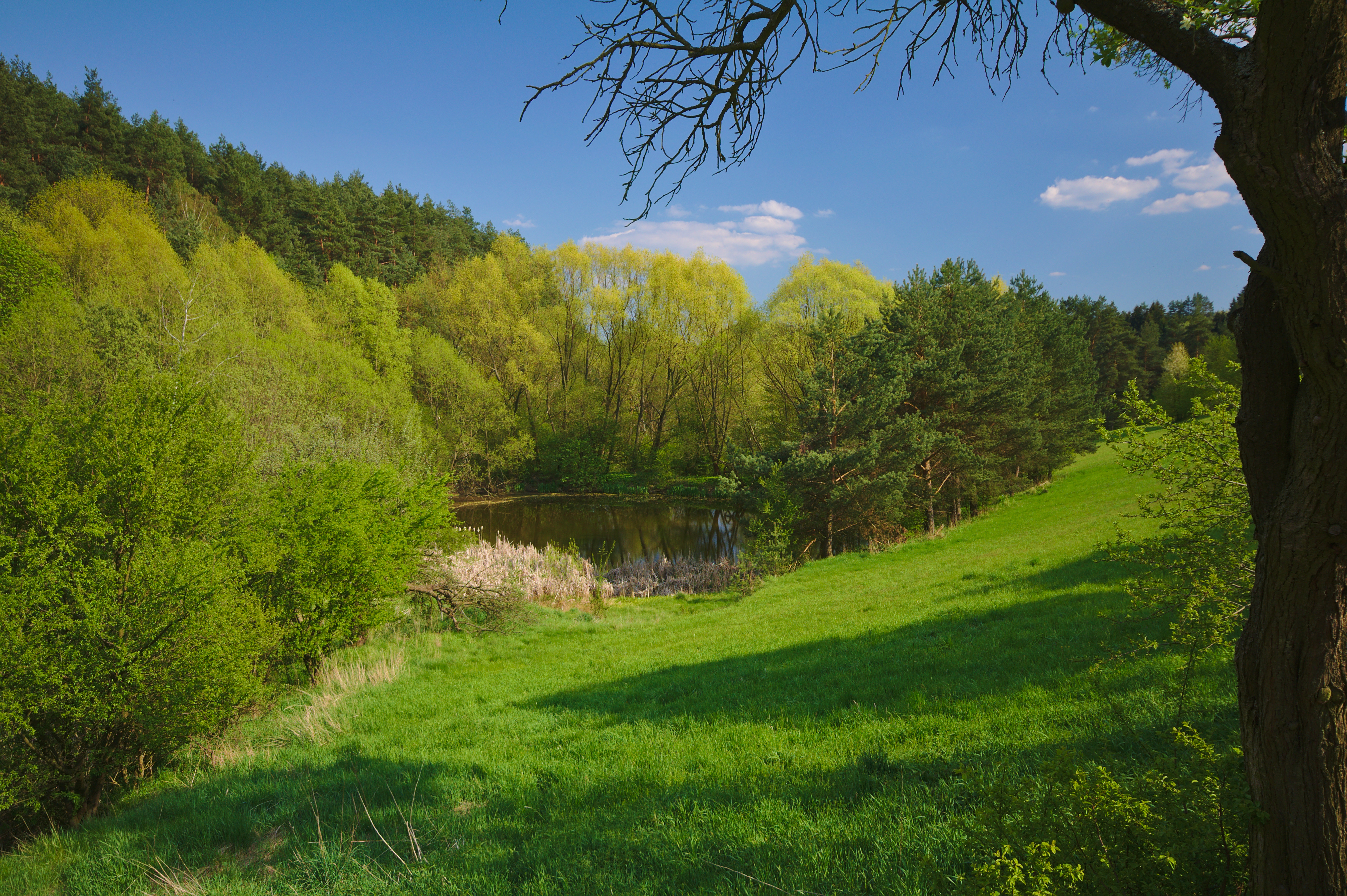
Rybníček pod vsí